# Piesocorynus unibullus
Piesocorynus unibullus (лат.) — ископаемый вид жесткокрылых насекомых рода Piesocorynus из семейства ложнослоники (Anthribidae). Обнаружены в миоценовом доминиканском янтаре (остров Гаити, Карибский бассейн, Северная Америка). Возраст от 13,65 до 20,43 млн лет (по другим данным до 40 млн лет).

## Описание
Длина тела 5,2 мм, длина рострума 1 мм (он широкий и короткий). Тело коричневато-чёрное, с мелкими щетинками на надкрыльях. Вид был впервые описан в 2016 году американским палеоэнтомологом Джорджем Пойнаром (George Poinar Jr; Department of Integrative Biology, Oregon State University, Корваллис, Орегон, США) и российским колеоптерологом Андреем Легаловым (Институт систематики и экологии животных СО РАН, Новосибирск, Россия).